# Paradrina edentata
Paradrina edentata là một loài bướm đêm trong họ Noctuidae.